# Gneu Calpurni Pisó (cònsol)
Gneu Calpurni Pisó (en llatí Cnaeus Calpurnius Piso) va ser un magistrat romà. Formava part de la família dels Pisó, la branca més distingida de la gens Calpúrnia, una antiga gens romana d'origen plebeu.
Va ser cònsol l'any 139 aC juntament amb Marcus Popillius Laenas, però no es coneixen més fets de la seva vida.